# Nelima okinawaensis
Nelima okinawaensis is een hooiwagen uit de familie Sclerosomatidae.